# Omphale masneri
Omphale masneri är en stekelart som beskrevs av Christer Hansson 1996. Omphale masneri ingår i släktet Omphale och familjen finglanssteklar.
Artens utbredningsområde är Guatemala. Inga underarter finns listade i Catalogue of Life.